# Lonerism
 (novembre 2020).
Si vous disposez d'ouvrages ou d'articles de référence ou si vous connaissez des sites web de qualité traitant du thème abordé ici, merci de compléter l'article en donnant les références utiles à sa vérifiabilité et en les liant à la section « Notes et références ».
Albums de Tame Impala
Innerspeaker
(2010) Currents
(2015)
Singles
1. Elephant
Sortie : 26 juillet 2012
2. Feels Like We Only Go Backwards
Sortie : 1er octobre 2012
3. Mind Mischief
Sortie : janvier 2013

Lonerism est le deuxième album du groupe de rock australien Tame Impala, sorti le 9 octobre 2012.

## Historique

### Production
Il fait suite à l'album Innerspeaker sorti deux ans plus tôt, en 2010.
Kevin Parker, le leader du groupe, a écrit produit, enregistré, chanté et a joué de tous les instruments sur l'ensemble des titres de l'album à l'exception de Apocalypse Dreams et Elephant (Jay Watson a co-écrit et joué du clavier et du piano).
Le style musical de l'album est marqué par le mélange entre des mélodies pop et des arrangements psychédéliques, avec l'utilisation de synthétiseurs analogiques et d'effets stéréo.

### Promotion
Trois singles sont extraits de l'album : Elephant, Feels Like We Only Go Backwards et Mind Mischief.

### Visuel
La pochette de l'album est illustrée par une photo du jardin du Luxembourg à Paris, prise depuis la place André-Honnorat dans le 6e arrondissement. Elle montre le public prenant un bain de soleil sur l'une des pelouses, derrière la grille du jardin sur laquelle un panneau indique « Au-delà de cette limite, les chiens même tenus en laisse ne sont pas admis ».

### Récompenses
Lonerism a été récompensé par le titre d'album de l'année en 2012 lors des J Awards de l'Australian Broadcasting Corporation, et a reçu une majorité de critiques positives.

## Liste des titres et versions
| No  | Titre                                                               | Durée |
| --- | ------------------------------------------------------------------- | ----- |
| 1.  | Be Above It                                                         | 3:21  |
| 2.  | Endors Toi                                                          | 3:06  |
| 3.  | Apocalypse Dreams                                                   | 5:56  |
| 4.  | Mind Mischief                                                       | 4:31  |
| 5.  | Music to Walk Home By                                               | 5:12  |
| 6.  | Why Won't They Talk To Me                                           | 4:46  |
| 7.  | Feels Like We Only Go Backwards                                     | 3:12  |
| 8.  | Keep On Lying                                                       | 5:54  |
| 9.  | Elephant                                                            | 3:31  |
| 10. | She Just Won't Believe Me                                           | 0:57  |
| 11. | Nothing That Has Happened So Far Has Been Anything We Could Control | 6:01  |
| 12. | Sun's Coming Up                                                     | 5:20  |

L'album en format CD contient douze pistes. La version deluxe iTunes en contient treize, avec l'ajout du morceau Led Zeppelin en dixième piste entre Elephant et She Just Won't Believe Me. L'édition deluxe vinyle 7 pouces compte quatorze titres, dont Led Zeppelin et Beverly Laurel.
| 1.  | Be Above It                                                         | 3:21 |
| 2.  | Endors Toi                                                          | 3:06 |
| 3.  | Apocalypse Dreams                                                   | 5:56 |
| 4.  | Mind Mischief                                                       | 4:31 |
| 5.  | Music to Walk Home By                                               | 5:12 |
| 6.  | Why Won't They Talk To Me                                           | 4:46 |
| 7.  | Feels Like We Only Go Backwards                                     | 3:12 |
| 8.  | Keep On Lying                                                       | 5:54 |
| 9.  | Elephant                                                            | 3:31 |
| 10. | Led Zeppelin                                                        | 3:08 |
| 11. | She Just Won't Believe Me                                           | 0:57 |
| 12. | Nothing That Has Happened So Far Has Been Anything We Could Control | 6:01 |
| 13. | Sun's Coming Up                                                     | 5:20 |

| 14. | Beverly Laurel | 3:07 |